# Sclerodermus
Genre
Sclerodermus est un genre d'insectes de l'ordre des hyménoptères, de la famille des Bethylidae.
Synonymes
- Selon BioLib (1er avril 2014)[1] :
  - Scleroderma Oken, 1817 (à ne pas confondre avec Scleroderma, un genre de champignons).
  - Schleroderma Costa, 1864
- Selon Fauna Europaea (8 mars 2023)[2] :
  - Sclerochroa Foerster, 1850

## Liste d'espèces
Selon BioLib (1er avril 2014) :
- Sclerodermus abdominalis Westwood, 1839
- Sclerodermus brevicornis Kieffer, 1906
- Sclerodermus cereicollis Kieffer, 1904
- Sclerodermus concinnus Saunders, 1881
- Sclerodermus cylindricus Westwood, 1839
- Sclerodermus domesticus Klug, 1809 - le Scléroderme domestique
- Sclerodermus ephippius Saunders, 1881
- Sclerodermus fasciatus Westwood, 1839
- Sclerodermus fonscolombei (Westwood, 1881)
- Sclerodermus formiciformis Westwood, 1839
- Sclerodermus fulvicornis Westwood, 1839
- Sclerodermus fuscicornis Westwood, 1839
- Sclerodermus fuscus (Nees, 1834)
- Sclerodermus gracilis Saunders, 1881
- Sclerodermus intermedius Westwood, 1839
- Sclerodermus linearis Westwood, 1881
- Sclerodermus minutus Westwood, 1839
- Sclerodermus nitidus Westwood, 1839
- Sclerodermus pedunculus Westwood, 1839
- Sclerodermus piceus Westwood, 1839
- Sclerodermus rufa (Foerster, 1850)
- Sclerodermus rufescens (Nees, 1834)
- Sclerodermus sidneyanus Westwood, 1874